# 戈斯波特
戈斯波特（Gosport，/ˈɡɒspɔːrt/）是英國英格蘭南部漢普郡的一座海濱城鎮。2021年人口為81,952人。在暑期還會增加5,000－10,000人。戈斯波特位於戈斯波特半島的南端。戈斯波特曾是一個重要的海軍城鎮，與樸次茅斯海軍基地的防禦和補給基礎設施相關。因此，多年來當地建立了廣泛的防禦工事。現時戈斯波特是一座住宅都市，有許多人在這裡居住，前往樸茨茅夫及其他都市通勤。

## 歷史

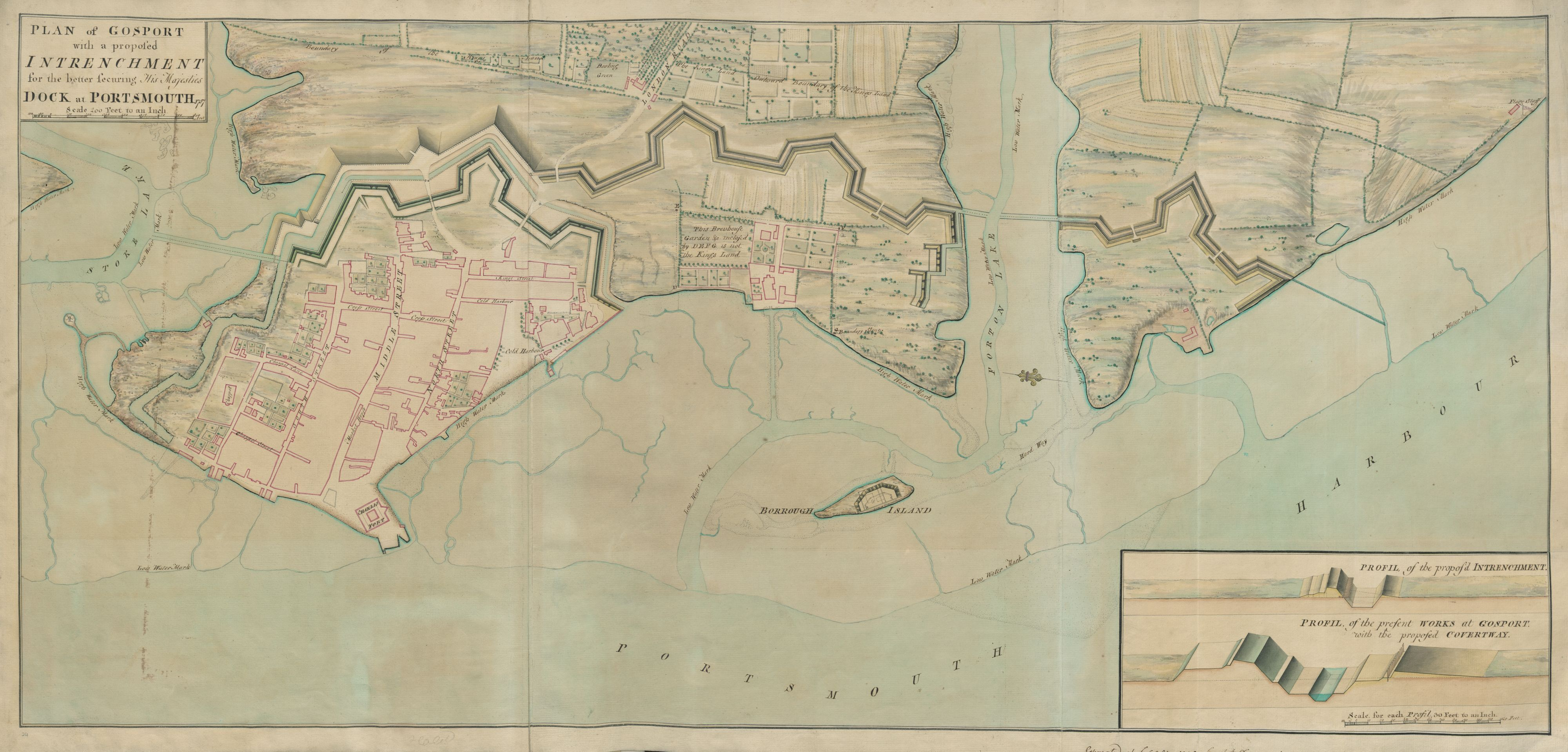
1757年的戈斯波特防禦工事地圖

直到 20 世紀末，戈斯波特都是一個重要的海軍城鎮，與樸次茅斯海軍基地的防禦和補給基礎設施相關。因此，多年來當地建立了廣泛的防禦工事。
第一座防禦工事建於 1678 年查理二世統治時期。其中包括兩個堡壘，詹姆斯堡和查爾斯堡，以及一系列堡壘和環繞城鎮的雙壕溝，稱為戈斯波特防線。在喬治時代，它們於 1751-1752 年被重建、擴建和延伸。為了應對 1779 年法國的入侵威脅，防禦工事進一步增建。到 1860 年，戈斯波特防線已擁有 58 門火砲。例如，第一堡壘在磚砌砲台中安裝了 14 門火砲，守軍可在護牆上開火。1859 年英國皇家防務委員會提議完成一系列堡壘，以保護通往戈斯波特鎮的外部通道，使早期的防禦變得多餘。然而，早期防禦工事被保留下來，以限制城鎮向新堡壘線擴張。從 1890 年代開始，為拓寬道路，部分城牆和大門被拆除。在 1920 年代和 1960 年代，有更多的防禦工事遺跡被拆除。如今，僅存的少量遺跡已受保護。
當地部分防禦工事原址已改作住宅用途，如新軍營（於1859年啟用，於1947年改稱聖佐治軍營，後於1992年關閉）、皇家克拉倫斯軍需廠（1828年啟用、1992年關閉）及前皇家海軍醫院。

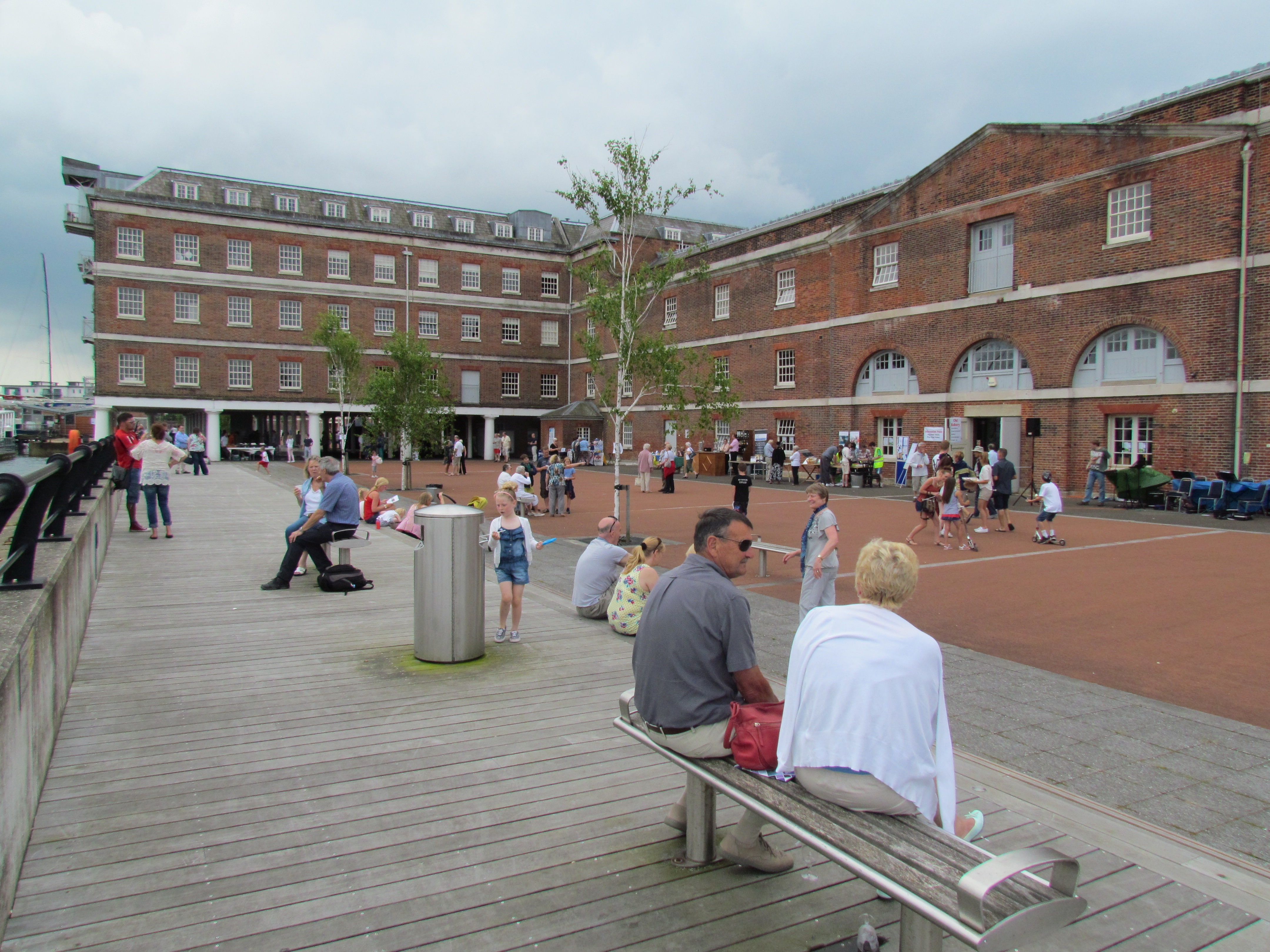
皇家克拉倫斯軍需廠內的糧倉（左）和麵包房（右）
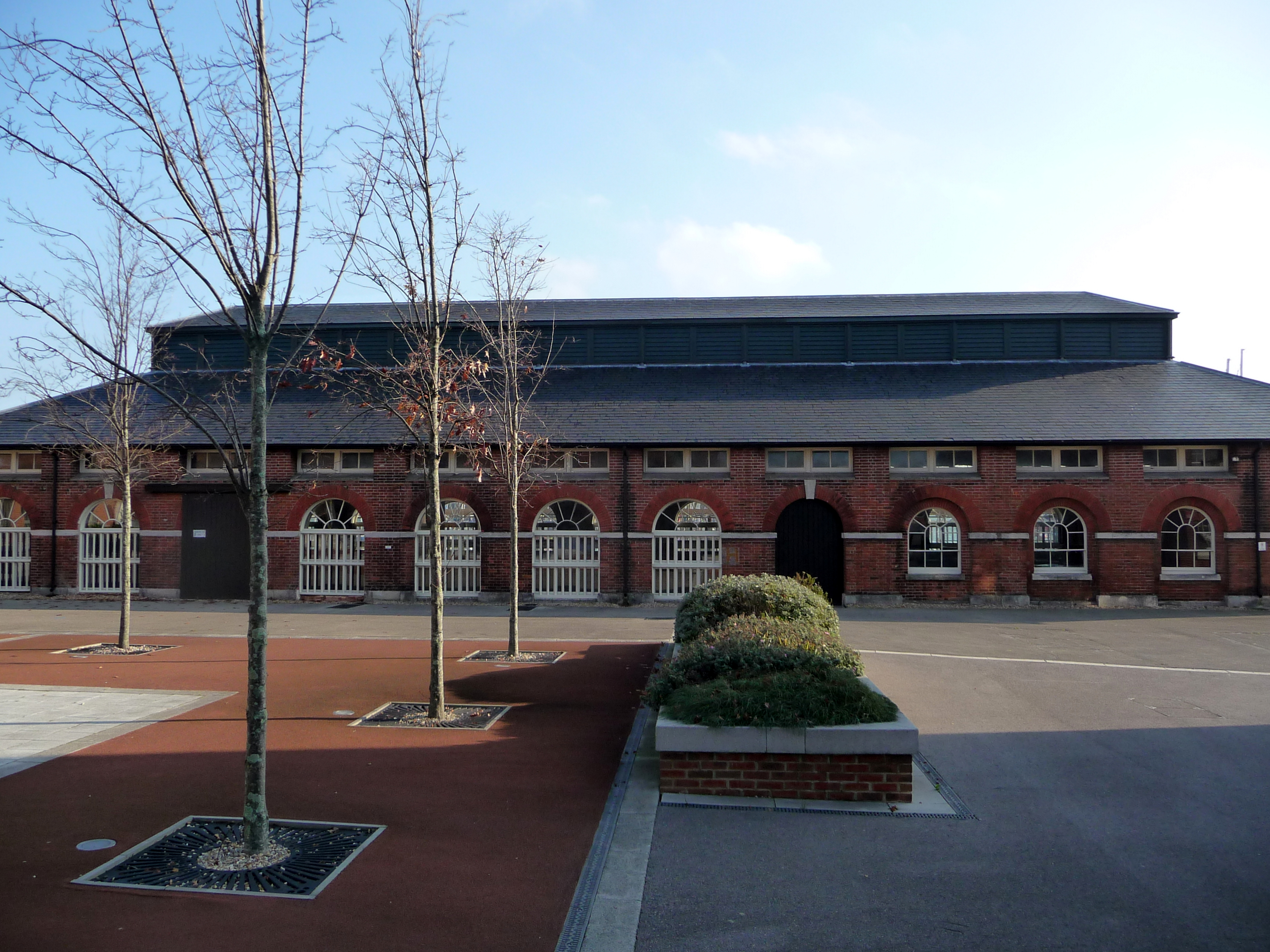
軍需廠內的屠房
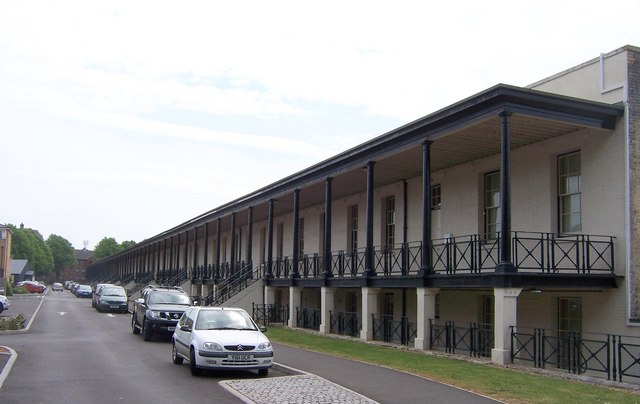
聖佐治軍營（步兵）
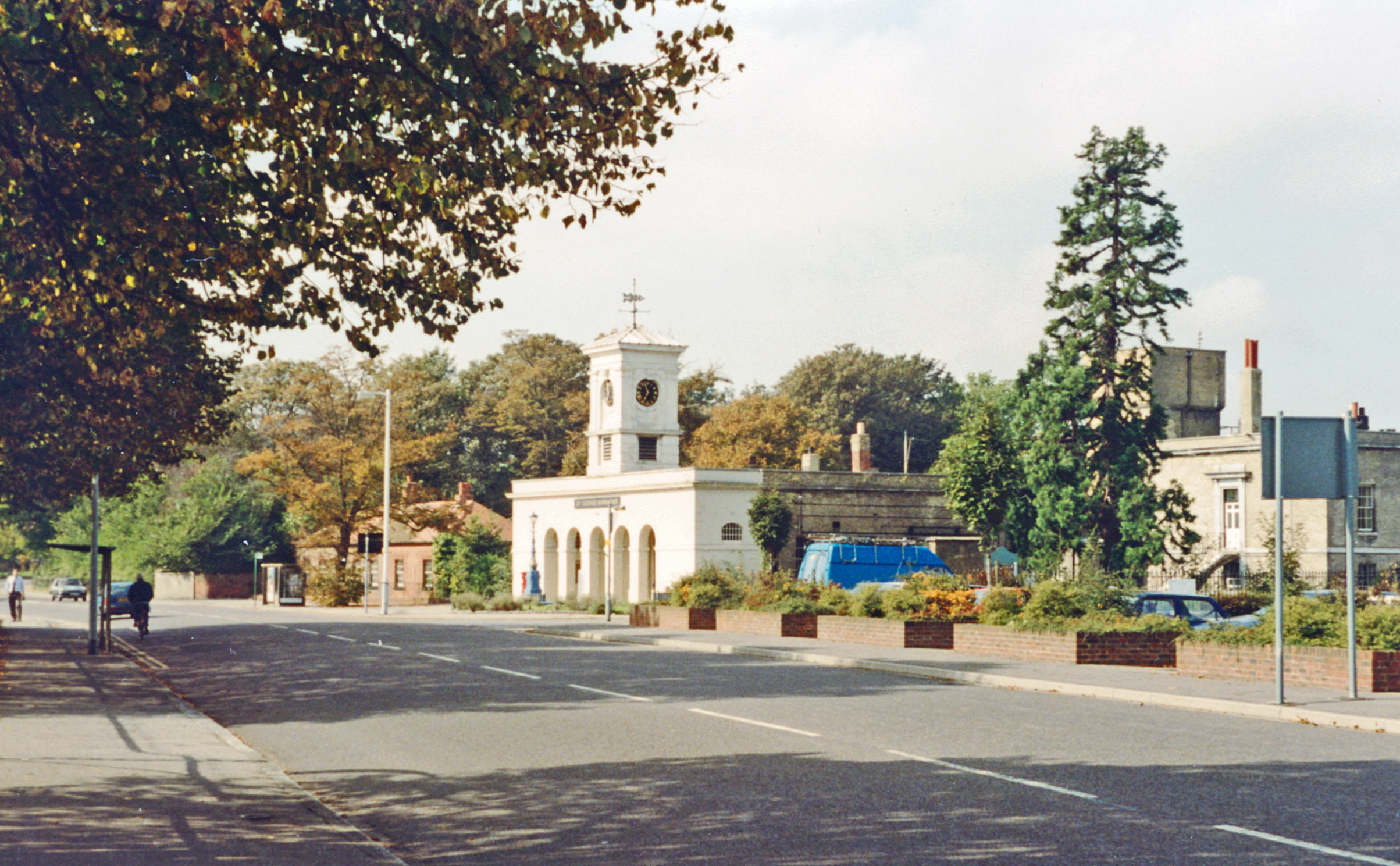
聖佐治軍營警衛室

## 交通

### 鐵路

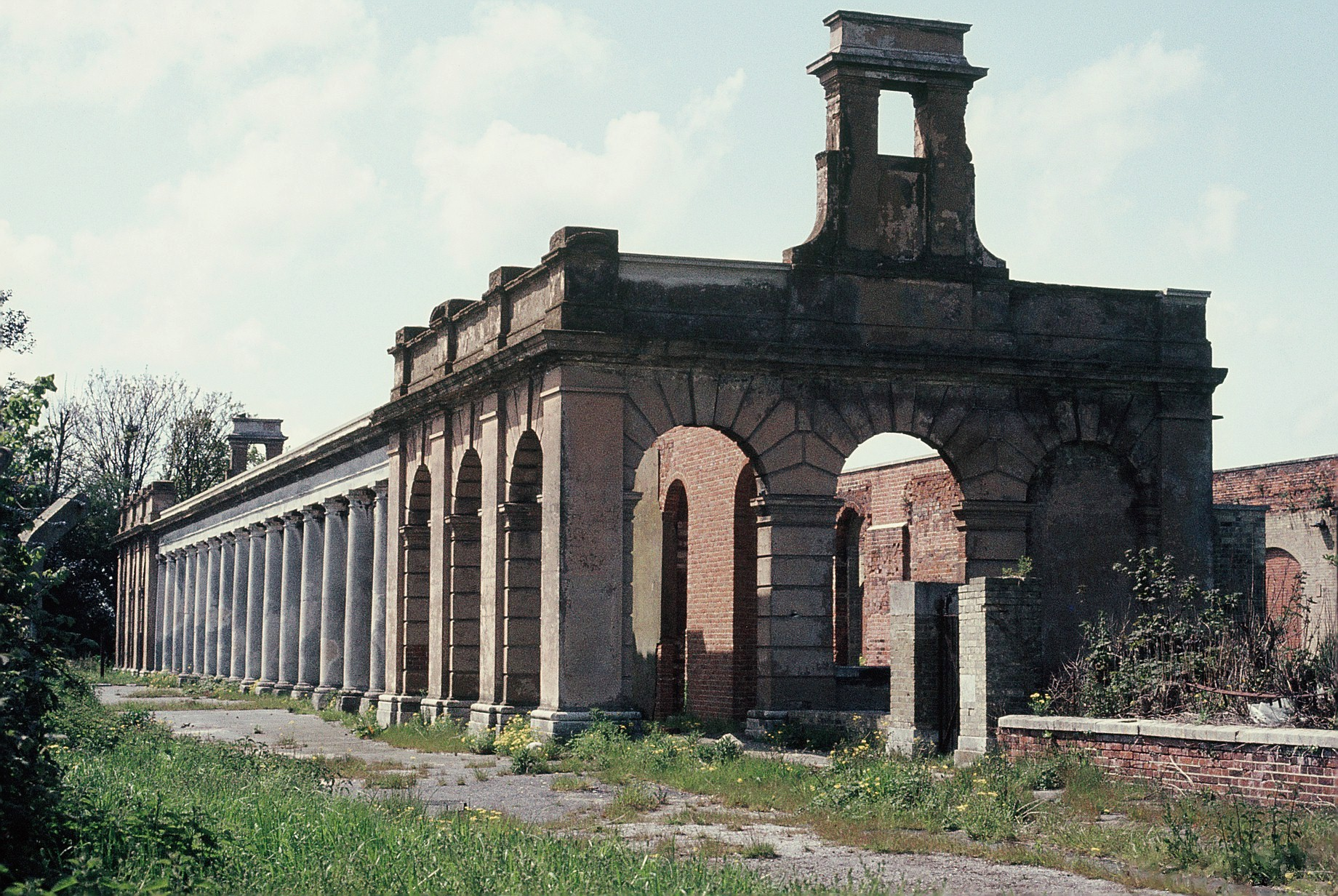
戈斯波特火車站於1990年代被清拆前的狀況

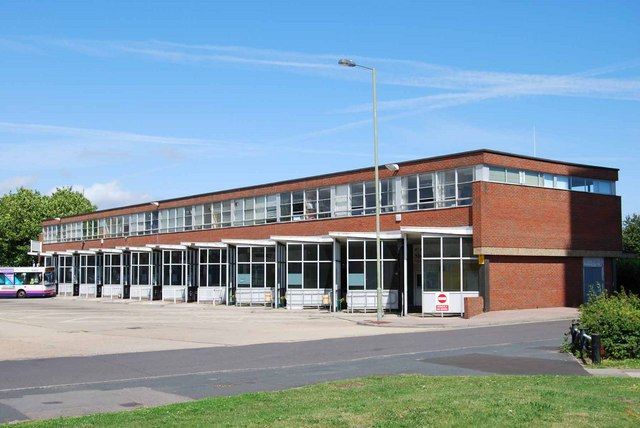
戈斯波特巴士總站

1841年，倫敦及修咸頓鐵路伊斯特利至戈斯波特支線通車，戈斯波特火車站隨之於同年11月29日啟用。由於當時樸茨茅夫尚未有自己的火車站，旅客均會先乘火車到抵達戈斯波特，然後乘坐渡輪前往對岸的樸茨茅夫。1843 年，維多利亞女王的丈夫阿爾伯特親王在戈斯波特迎接了法國國王路易-菲利普一世。六天后，維多利亞女王在陪同國王返回法國時參觀了戈斯波特站。鐵路於1847年抵達樸茨茅夫後，戈斯波特站的重要性就隨之下降。
在第一及第二次世界大戰期間，大量補給物資經戈斯波特站運送至皇家克拉倫斯軍需廠。與此同時，戈斯波特站亦是軍隊及傷患的中轉站。兩次大戰後，戈斯波特站於1953年6月8日終止客運業務、1969年1月30日終止貨運業務。車站原址已改為興建住宅，因此戈斯波特現時並沒有火車站。雖然如此，戈斯波特渡輪使戈斯波特得以快捷連繫對岸的樸茨茅夫港站。該站提供前往倫敦、修咸頓、布萊頓等地的列車服務。

### 道路
A32路是戈斯波特現時主要的進出道路。
最初的戈斯波特巴士總站於 1972 年啟用，設有 10 個上車處。自 2012 年以來該巴士總站一直有重新開發的計劃。 目前計劃在當前總站以北、出租車站舊址興建新總站。 2021年，戈斯波特議會宣佈出售當前巴士總站所在地塊。
2023 年 6 月，擁有 6 個上車處的新巴士總站開始動工。作為戈斯波特海濱發展計劃的一部分，原巴士總站將被拆除。

### 渡輪
戈斯波特碼頭有前往樸茨茅夫港的渡輪服務。在繁忙時間，渡輪公司以兩艘船提供服務，班次為 7.5 分鐘一班。非繁忙時間則只以一艘船提供服務，班次為 15 分鐘一班。所有船隻均可運載自行車及摩托車。
戈斯波特渡輪班次如下：

#### 週一至週五
- 05:30 – 06:30: 15分鐘一班
- 06:30 – 09:30: 7.5分鐘一班
- 09:30 – 15:30: 15分鐘一班
- 15:30 – 18:30: 7.5分鐘一班
- 18:30 – 00:00: 15分鐘一班

#### 週六
- 05:30 – 11:00: 15分鐘一班
- 11:00 – 18:00: 7.5分鐘一班
- 18:00 – 00:00: 15分鐘一班

#### 週日
- 05:30 – 00:00: 15分鐘一班

## 氣候
戈斯波特的氣候比周邊地區溫和，冬季霜凍輕微且短暫，降雪很少。氣溫很少降至冰點以下，因為半島南部和東部為海。波士丹（Portsdown）山也在冬天為戈斯波特擋住寒冷的北風。由於位於南海岸，每年的陽光比英國大部分地區都多。一月平均最高氣溫為8℃，平均最低氣溫為3℃；七月平均最高氣溫為21℃，平均最低氣溫為14℃。最高氣溫記錄為32℃，最低氣溫記錄為-9℃。
英國氣象局於戈斯波特區內的索倫特海上利（Lee-on-Solent）鎮設有氣象站。
| 索倫特氣象站 1980-2010 | 索倫特氣象站 1980-2010 | 索倫特氣象站 1980-2010 | 索倫特氣象站 1980-2010 | 索倫特氣象站 1980-2010 | 索倫特氣象站 1980-2010 | 索倫特氣象站 1980-2010 | 索倫特氣象站 1980-2010 | 索倫特氣象站 1980-2010 | 索倫特氣象站 1980-2010 | 索倫特氣象站 1980-2010 | 索倫特氣象站 1980-2010 | 索倫特氣象站 1980-2010 | 索倫特氣象站 1980-2010 |
| 月份                   | 1月                    | 2月                    | 3月                    | 4月                    | 5月                    | 6月                    | 7月                    | 8月                    | 9月                    | 10月                   | 11月                   | 12月                   | 全年                   |
| ---------------------- | ---------------------- | ---------------------- | ---------------------- | ---------------------- | ---------------------- | ---------------------- | ---------------------- | ---------------------- | ---------------------- | ---------------------- | ---------------------- | ---------------------- | ---------------------- |
| 平均高温 °C（°F）      | 8.2 (46.8)             | 8.2 (46.8)             | 10.5 (50.9)            | 13.2 (55.8)            | 16.7 (62.1)            | 19.2 (66.6)            | 21.4 (70.5)            | 21.4 (70.5)            | 19.0 (66.2)            | 15.5 (59.9)            | 11.5 (52.7)            | 8.7 (47.7)             | 14.5 (58.0)            |
| 平均低温 °C（°F）      | 3.4 (38.1)             | 2.8 (37.0)             | 4.5 (40.1)             | 6.1 (43.0)             | 9.2 (48.6)             | 12.1 (53.8)            | 14.2 (57.6)            | 14.3 (57.7)            | 12.2 (54.0)            | 9.6 (49.3)             | 6.2 (43.2)             | 3.8 (38.8)             | 8.2 (46.8)             |
| 平均降水量 mm（）      | 68.8 (2.71)            | 49.3 (1.94)            | 51.6 (2.03)            | 42.4 (1.67)            | 43.4 (1.71)            | 42.0 (1.65)            | 44.5 (1.75)            | 50.0 (1.97)            | 53.7 (2.11)            | 86.2 (3.39)            | 83.2 (3.28)            | 83.9 (3.30)            | 699 (27.51)            |
| 来源：英國氣象局       |                        |                        |                        |                        |                        |                        |                        |                        |                        |                        |                        |                        |                        |

## 文化

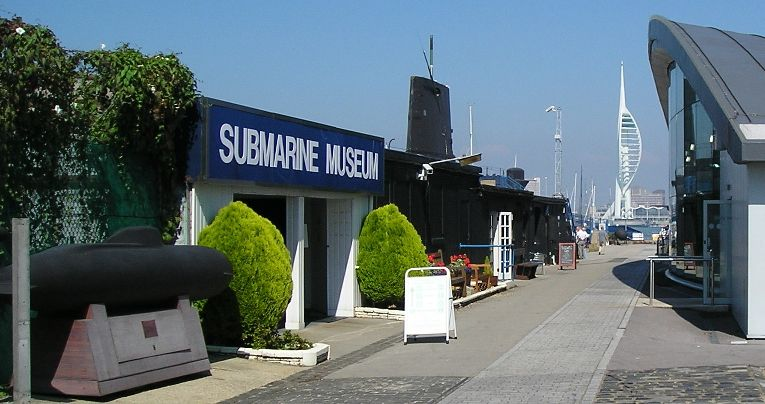
皇家海軍潛艇博物館

2016年9月，位於戈斯波特的皇家海軍潛艇博物館成為電影變形金剛5：最後的騎士的拍攝場景，並吸引了不少當地民眾前往觀看電影拍攝。
2022 年 11 月，戈斯波特博物館和藝術畫廊在舊戈斯波特文法學校大樓內開幕。 該建築自 1975 年以來一直是戈斯波特博物館，後來成為戈斯波特畫廊和參考圖書館。 該博物館由漢普郡文化信託基金運營。

## 當地歷史建築相片

#### 海軍

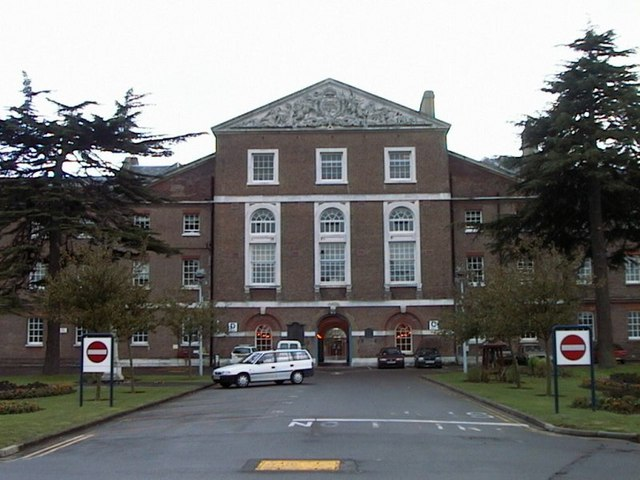
皇家海軍醫院
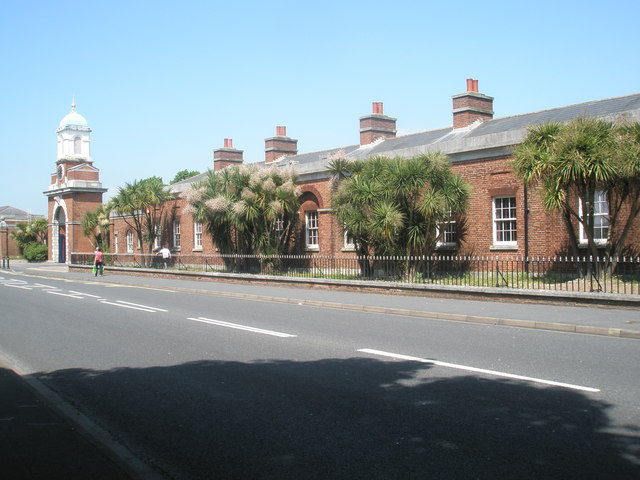
前海軍軍營
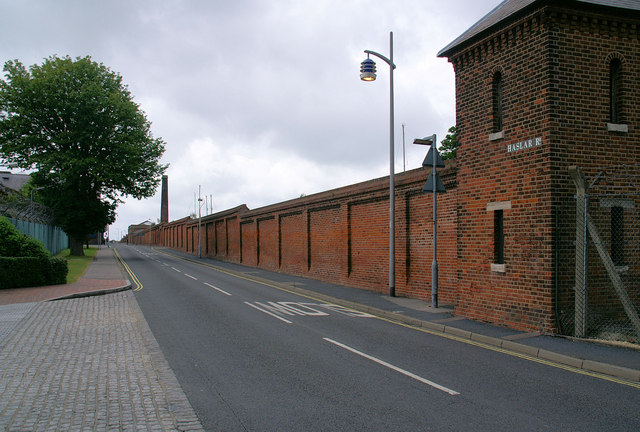
砲艇場及海軍部戰艦部周邊的圍牆
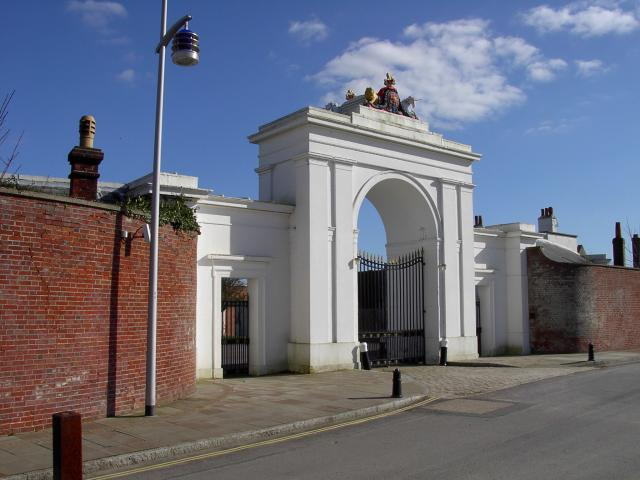
通往皇家克拉倫斯軍需廠的閘口
2019年時該閘正進行維修
前皇家海軍軍備庫的辦公室及倉庫，攝於2019年

#### 防禦工事

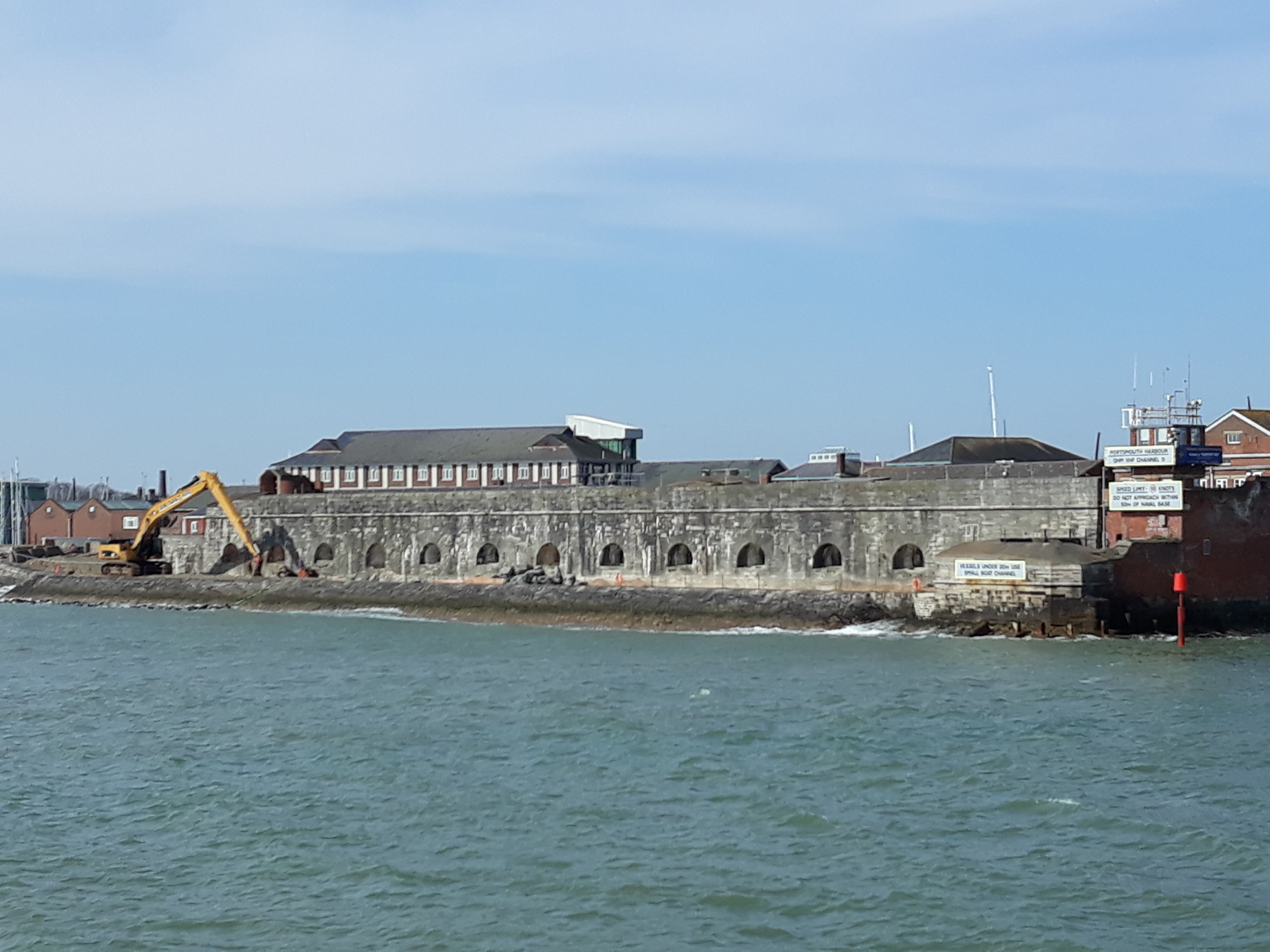
防鎖堡（Fort Blockhouse）
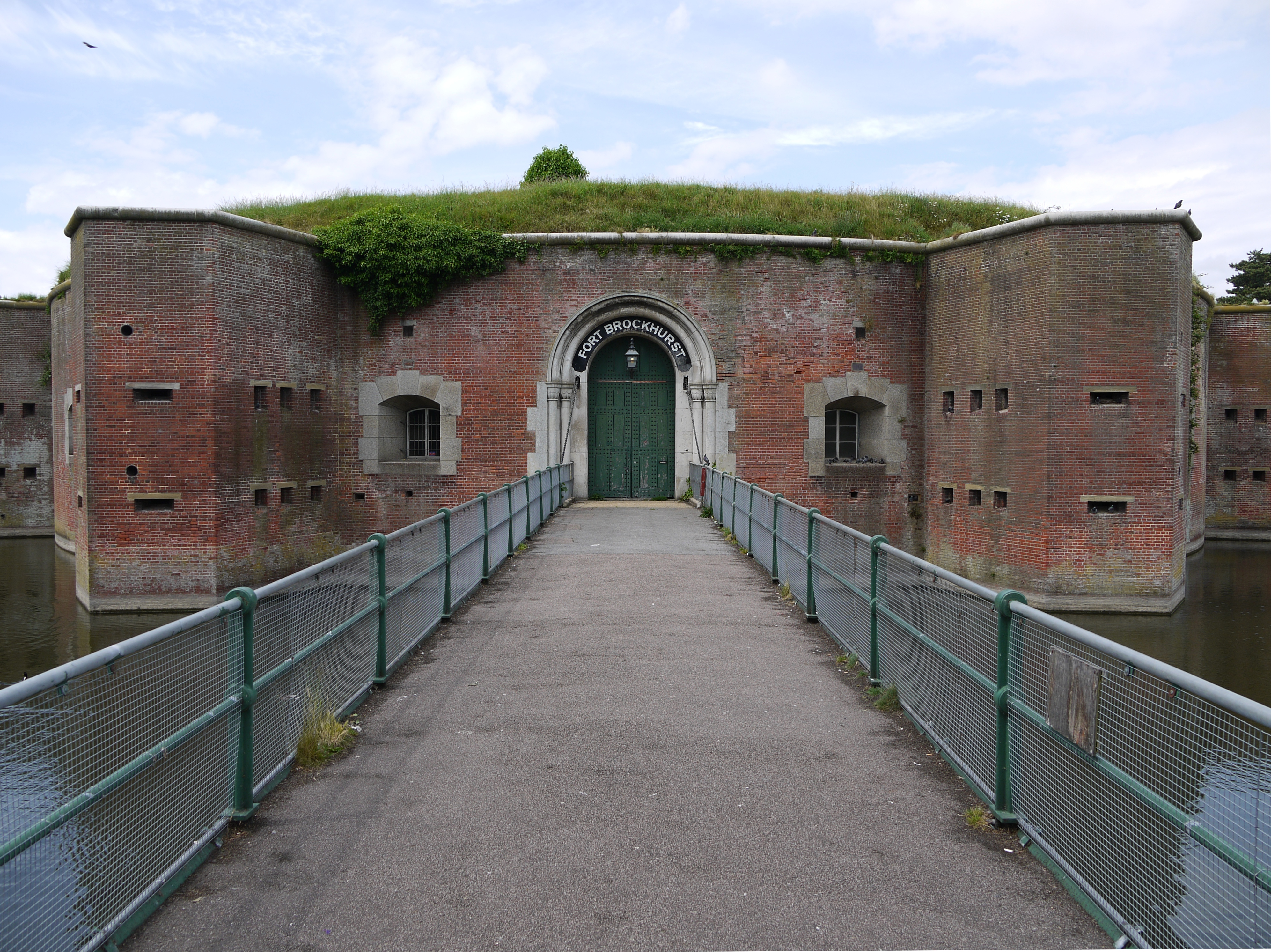
布洛克赫斯特堡（Fort Brockhurst）入口
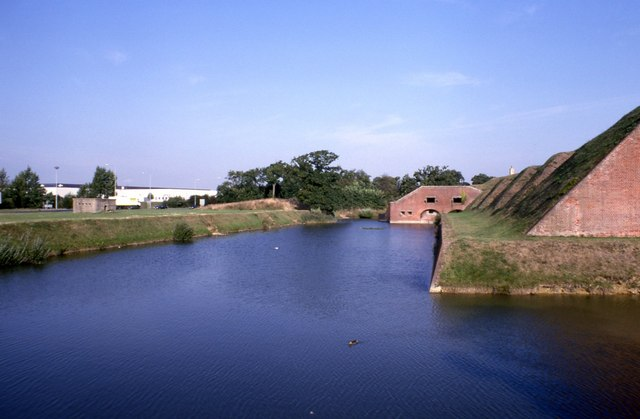
布洛克赫斯特堡的護城河
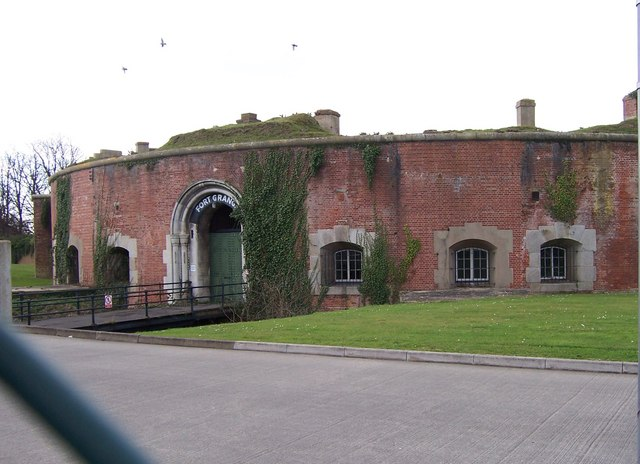
格蘭治堡（Fort Grange）
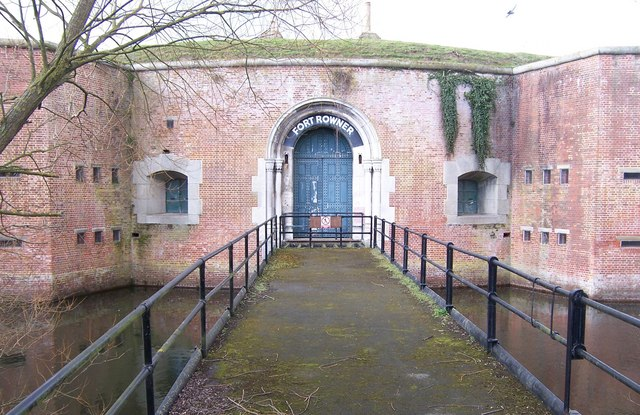
魯拿堡（Fort Rowner）入口

## 友好城市
- 法國 鲁瓦扬

## 外部連結
- Gosport Borough Council （页面存档备份，存于）
- Read a detailed historical record about Gosport Airfield （页面存档备份，存于）
- Gosport Borough Football Club （页面存档备份，存于） official website
- Gosport & Fareham Rugby Football Club （页面存档备份，存于） official website
- Gosport Borough Hockey Club website
- Gosport Road Runners club website （页面存档备份，存于）
- Gosport Amateur Boxing Club website （页面存档备份，存于）
- Gosport District Scout Council Website Official Website
- Gosport Local Studies Centre
- Gosport Discovery Naval Collection
- Gosport and Fareham Inshore Rescue Service （页面存档备份，存于）